# Ромео трябва да умре
„Ромео трябва да умре“ (на английски: Romeo Must Die) е американски екшън – криминален филм от 2000 година.

## Сюжет
Внимание:  Текстът по-долу разкрива сюжета на произведението (или части от него)!
Две американски банди – азиатска и цветнокожи, се конкурират за контрола над пристанището в Окланд. Но когато синът на един от азиатските босове – По пада жертва на гангстерската война, тя става по-опасна и от най-бруталните очаквания за всяка от бандите. Новината за убийството достига до брат му Хан, намиращ се в хонгконски затвор. Въпрос на време е Хан да се озове на американския бряг. Влязъл в конфликт със семейството си и заради намерението си да разкрие истината, Хан се заплита по-надълбоко в мистерията около смъртта на брат си. Той също се превръща в мишена – не само за съперниците от негърската банда, но и за наемниците, обслужващи интереси, далеч по-големи от контрола на пристанището. Хан няма друг избор, освен да се изправи срещу всички. За разлика от своите противници обаче, които могат само да използват оръжие, Хан самият е оръжие...

## В България
В България филмът е излъчен през 2004 г. по bTV с български субтитри.
През 2011 г. Филмът се излъчен по bTV с български войсоувър дублаж. Екипът се състои от:
| Озвучаващи артисти  | Биляна Петринска Лина Златева Здравко Методиев Николай Николов Георги Георгиев-Гого |
| Преводач            | Елена Илиева                                                                        |
| Тонрежисьор         | Стефан Македонски                                                                   |
| Режисьор на дублажа | Кирил Бояджиев                                                                      |